# Yamunanagar (distrikt)
Yamunanagar är ett distrikt i Indien.   Det ligger i delstaten Haryana, i den norra delen av landet, 180 km norr om huvudstaden New Delhi.